# العلاقات الكرواتية الماليزية
العلاقات الكرواتية الماليزية هي العلاقات الثنائية التي تجمع بين كرواتيا وماليزيا.

## مقارنة بين البلدين
هذه مقارنة عامة ومرجعية للدولتين:
| وجه المقارنة                                              | كرواتيا                                                  | ماليزيا       |
| --------------------------------------------------------- | -------------------------------------------------------- | ------------- |
| المساحة (كم2)                                             | 56.59 ألف                                                | 330.29 ألف    |
| عدد السكان (نسمة)                                         | 4.11 مليون                                               | 31.62 مليون   |
| الكثافة السكانية (ن./كم²)                                 | 72.63                                                    | 95.73         |
| العاصمة                                                   | زغرب                                                     | كوالالمبور    |
| اللغة الرسمية                                             | اللغة الكرواتية                                          | لغة ماليزية   |
| العملة                                                    | كونا كرواتية                                             | رينغيت ماليزي |
| الناتج المحلي الإجمالي (بليون دولار)                      | 54.85 مليار                                              | 314.50 مليار  |
| الناتج المحلي الإجمالي (تعادل القوة الشرائية) بليون دولار | 94.64 مليار                                              | 817.43 مليار  |
| الناتج المحلي الإجمالي الاسمي للفرد دولار أمريكي          | 11.54 ألف                                                | 9.77 ألف      |
| الناتج المحلي الإجمالي للفرد دولار أمريكي                 | 21.64 ألف                                                | 25.64 ألف     |
| مؤشر التنمية البشرية                                      | 0.818                                                    | 0.779         |
| رمز المكالمات الدولي                                      | +385                                                     | +60           |
| رمز الإنترنت                                              | .hr                                                      | .my           |
| المنطقة الزمنية                                           | توقيت وسط أوروبا، ت ع م+01:00، ت ع م+02:00، أوروبا/زغرب ‏ | ت ع م+08:00   |

## منظمات دولية مشتركة
يشترك البلدان في عضوية مجموعة من المنظمات الدولية، منها:
| علم المنظمة | اسم المنظمة                               | تاريخ انضمام كرواتيا | تاريخ انضمام ماليزيا |
| ----------- | ----------------------------------------- | -------------------- | -------------------- |
|             | مؤسسة التنمية الدولية                     | 25 فبراير 1993       | 24 سبتمبر 1960       |
|             | يونسكو                                    | 1 يونيو 1992         | 16 يونيو 1958        |
|             | وكالة ضمان الاستثمار متعدد الأطراف        | 19 مارس 1993         | 6 ديسمبر 1991        |
|             | الأمم المتحدة                             | 22 مايو 1992         | 17 سبتمبر 1957       |
|             | الفريق المعني برصد الأرض                  | ?                    | ?                    |
|             | الاتحاد البريدي العالمي                   | ?                    | ?                    |
|             | البنك الدولي للإنشاء والتعمير             | 25 فبراير 1993       | 7 مارس 1958          |
|             | المنظمة الهيدروغرافية الدولية             | ?                    | ?                    |
|             | الاتحاد الدولي للاتصالات                  | 3 يونيو 1992         | 3 فبراير 1958        |
|             | منظمة حظر الأسلحة الكيميائية              | ?                    | ?                    |
|             | مؤسسة التمويل الدولية                     | 25 فبراير 1993       | 20 مارس 1958         |
|             | المركز الدولي لتسوية المنازعات الاستشارية | 22 أكتوبر 1998       | 14 أكتوبر 1966       |
|             | منظمة التجارة العالمية                    | ?                    | ?                    |
|             | منظمة الشرطة الجنائية الدولية             | ?                    | ?                    |

## وصلات خارجية
- موقع وزارة الخارجية الكرواتية
- موقع وزارة الخارجية الماليزية